# 西伯利亚落叶松黄酮
西伯利亚落叶松黄酮（也称为3,5,7,4',5'-五羟基-3'-甲氧基黄酮，3,3′,4′,5,7-Pentahydroxy-5′-methoxyflavone）是一种杨梅黄酮衍生的天然的O-甲基化黄酮，分子式C16H12O8，存在于葡萄、笃斯越橘（Vaccinium uliginosum）等植物中。